# 561-ша гренадерська дивізія (Третій Рейх)
561-ша гренадерська дивізія (Третій Рейх) (нім. 561. Grenadier-Division) — гренадерська піхотна дивізія Вермахту, що входила до складу німецьких сухопутних військ за часів Другої світової війни.

## Історія
561-ша гренадерська дивізія сформована 27 липня 1944 року у Пройсіш-Ейлау в Східній Пруссії у I військовому окрузі шляхом перейменування гренадерської дивізії «Остпруссен 1» під час 29-ї хвилі формування вермахту. Штаб-квартира — м. Сенсбург.
Дивізія була направлена до групи армій «Центр» на Східному фронті.
У серпні 1944 року дивізія дислокувалася в Литві у складі 3-ї танкової армії і брала участь в операції «Багратіон». Наступного місяця дивізію передали до складу 4-ї армії в районі міста Вірбаллен. Зазнала катастрофічних втрат і 9 жовтня 1944 року на основі розгромлених формувань була створена 561-ша фольксгренадерська дивізія.

## Райони бойових дій
- Литва, Польща (липень — жовтень 1944).

## Командування

### Командири
- генерал-майор Вальтер Горн (нім. Walter Gorn) (27 липня — 9 жовтня 1944)

### Підпорядкованість
| Час      | Корпус   | Армія | Група армій (округ) | Штаб        |
| -------- | -------- | ----- | ------------------- | ----------- |
| 1944     |          |       |                     |             |
| 1 серпня | XXVI ак  | 3 ТА  | Група армій «Центр» | Маріямполе  |
| 1 жовтня | XXVII ак | 4 А   | Група армій «Центр» | Вілкавішкіс |

### Склад
| 1944                                   |
| -------------------------------------- |
| 1141-й гренадерський полк              |
| 1142-й гренадерський полк              |
| 1143-й гренадерський полк              |
| 561-й артилерійський полк              |
| 561-ша фузілерна рота                  |
| 561-й запасний батальйон               |
| 561-й дивізійний батальйон зв'язку     |
| 561-ше дивізійне управління постачання |

## Нагороджені дивізії
Нагороджені дивізії
|  | Кавалери Нагрудного знаку ближнього бою в золоті                                                           | 3                                                   |
|  | Кавалери Золотого Німецького Хреста                                                                        | 4                                                   |
|  | Кавалери Лицарського хреста Залізного хреста з Дубовим листям                                              | 1 (№ 870 майор Оскар-Губерт Деннгардт — 09.05.1945) |
|  | Кавалери Лицарського хреста Залізного хреста                                                               | 4 у тому числі 1 непідтверджене                     |
|  | Кавалери Почесної відзнаки Сухопутних військ «Почесна застібка на орденську стрічку для Сухопутних військ» | 2                                                   |